# Hôpital Nord Franche-Comté
L'hôpital Nord Franche-Comté (abrégé HNFC) est un centre hospitalier non universitaire français situé dans le département du Territoire de Belfort en région Bourgogne-Franche-Comté. Le pôle logistique est activé en 2015 puis le bâtiment hospitalier ouvre en 2017 sur le territoire de la commune de Trévenans, entre Belfort et Montbéliard. Cette position géographique est induite par le fait qu'il remplace à la fois le centre hospitalier de Belfort et le centre hospitalier André-Boulloche de Montbéliard. Ces deux établissements qui ont fusionné administrativement en 2000 ont physiquement fermé leurs portes deux mois après la mise en service du nouveau site de Trévenans.
Il traite des patients en provenance de trois départements : le Territoire de Belfort, l'agglomération de Montbéliard située dans le Doubs et le Pays d'Héricourt en Haute-Saône qui forment le pôle métropolitain Nord Franche-Comté.
L’HNFC est constitué également de structures annexes dont des Soins de suite et de réadaptation (SSR) et des établissements d'hébergement pour personnes âgées dépendantes (EHPAD) situées au MITTAN à Montbéliard et à Pont-de-Roide-Vermondans ainsi qu'à Bavilliers.

## Localisation et accès
L'hôpital Nord Franche-Comté est implanté sur le territoire de la commune de Trévenans dans le sud du Territoire de Belfort, aux confins du Doubs et de la Haute-Saône. Il est situé à l'extrémité nord-est de la région Bourgogne-Franche-Comté et au cœur du pôle métropolitain Nord Franche-Comté.

Carte du pôle métropolitain Nord Franche-Comté au centre duquel se trouve notamment l'hôpital de Trévenans.

L'hôpital, situé dans une zone faiblement urbanisée, est accessible uniquement via la route départementale 25, qui fait la liaison entre le village de Trévenans au sud et la RN 1019-E 27 au nord. Cette dernière rejoint l'autoroute A36 via l'échangeur de Sevenans. La gare de Belfort - Montbéliard TGV est située à 4 km. Au moment de l'ouverture du centre hospitalier, la ligne 3 d'Optymo assure un arrêt tous les quarts d'heures entre le site et la ville de Belfort. Du côté de Montbéliard, la société Keolis n'assure qu'un passage par heure. Enfin les habitants d'Héricourt disposes seulement d'une navette à la demande nécessitant une réservation à l'avance,.

## Histoire

### La fusion des hôpitaux de Belfort et de Montbéliard
Les deux sites hospitaliers de Belfort et de Montbéliard sont distants de 22 km. De taille identique et situés respectivement dans le Territoire de Belfort (90) et dans le département du Doubs (25), les deux établissements desservent un bassin de population de 350 000 habitants constitué autour de Belfort, Montbéliard et Héricourt (Haute-Saône).

Les deux anciens sites hospitalier.
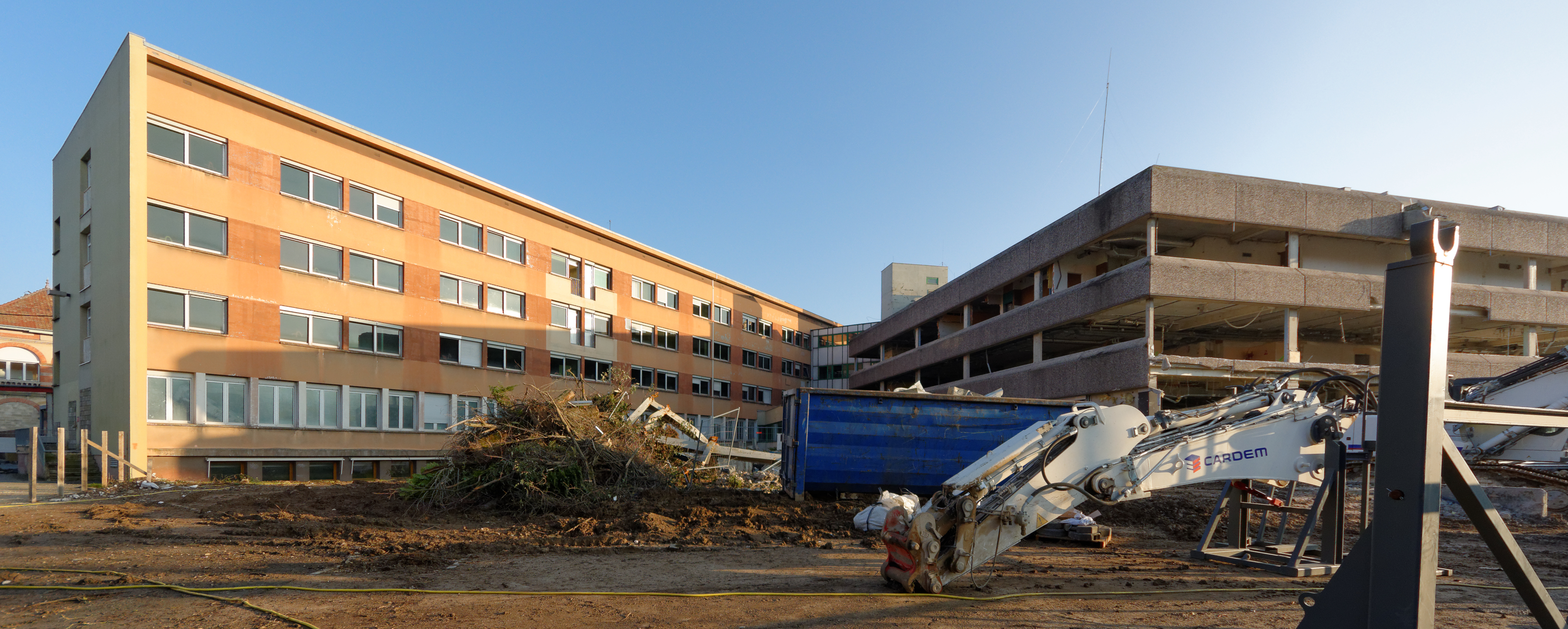
Le centre hospitalier de Belfort lors de sa démolition en 2018.
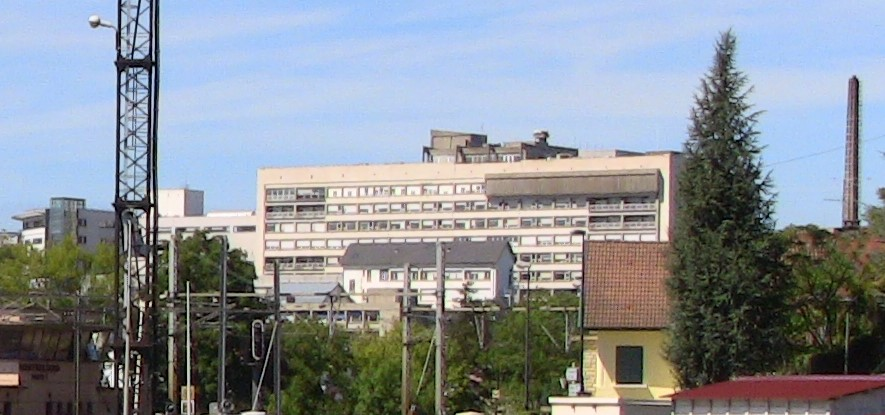
Le centre hospitalier André-Boulloche (Montbéliard) en 2011.

Les objectifs de cette fusion sont notamment de dynamiser l’offre publique de soins pour mieux répondre aux besoins de santé de la population ; d'éviter la dispersion de certaines activités ; de mettre en commun des moyens (humains et équipements lourds) afin de faire face au contexte budgétaire.
Dès avril 1999, le directeur et l'équipe de direction sont communs aux deux sites. L'Agence régionale de santé (ARS) signe l'arrêté de fusion en octobre 1999. La fusion administrative effective débute le 1er janvier 2000. Les établissements disposent désormais d’un budget unique et d’instances communes : Conseil d'Administration, Comité Technique d'Établissement, Commission médicale d'établissement.

Carte montrant l'évolution des deux anciens sites.

### Projet d'établissement commun et central
En 2004, le projet d’établissement, voté par les instances, prévoit la construction d’un nouvel hôpital. Un positionnement central entre les villes de Belfort et Montbéliard est privilégié.
En 2005, la localisation sur la commune de Trévenans (Territoire de Belfort) est validée. Ce choix s’est constitué sur le critère d’égalité de temps d’accès entre les centres-villes de Belfort et de Montbéliard ; sur la proximité de l’accès à l’autoroute A36, à la RN 1019, à la gare TGV Belfort-Montbéliard.

### Chantier
En octobre 2010, les 40 hectares de terrain acquis par le Conseil général du Territoire de Belfort sont cédés à l’Hôpital Nord Franche-Comté pour l'euro symbolique. Cette cession fait l’objet d’une convention signée entre Yves Ackermann, président du Conseil général du Territoire de Belfort, et Jean Schmid, Directeur de l’hôpital.
Le début des travaux de terrassement est officiellement lancé le 20 septembre 2010 par Roselyne Bachelot, alors ministre de la santé.
Pendant 13 mois, 260 000 m3 de terres de roches ont été extraites des douze hectares que représente la surface à construire. La construction débute effectivement en janvier 2013 pour le bâtiment hospitalier et en avril de la même année pour le pôle logistique. Le chantier est inauguré le 31 mai 2013 par deux ministres en fonction : Marisol Touraine, Ministre des affaires sociales et de la santé et Pierre Moscovici, Ministre de l'économie et des finances,.
Les travaux de construction de l'HNFC sur le site de Trévenans comprennent la réalisation d’un pôle logistique relié au bâtiment principal type monospace hospitalier qui regroupe les activités de médecine, chirurgie et obstétrique.
Le chantier s'achève fin 2016 après six ans de travaux impliquant le travail simultané de 30 à 50 entreprises différentes et 350 ouvriers. La livraison était initialement prévue en 2015,.

### Mise en service et inauguration

Carte du nouveau site de Trévenans avec les aménagements successifs.

Le pôle logistique d'une surface utile de 14 000 m2 est mis en service le 27 mars 2015, il comprend notamment la blanchisserie, la pharmacie centrale, la cuisine centrale, le magasin et les transports externes. Le bâtiment comprend une part d'automatisation qui améliore l'efficacité et le confort des salariés, mais à engendré la suppression d'une douzaine d'emplois. Il répond aux besoins du centre hospitalier de Belfort et du centre hospitalier André-Boulloche de Montbéliard, encore en activité pour deux ans mais aussi du site du Mitan et du centre hospitalier du Chénois à Bavilliers. Le pôle logistique est inauguré le 16 octobre 2015, sa construction représente un investissement de 44,2 millions d'euros. La même année, les travaux de la crèche débutent,,.

Le pôle logistique.
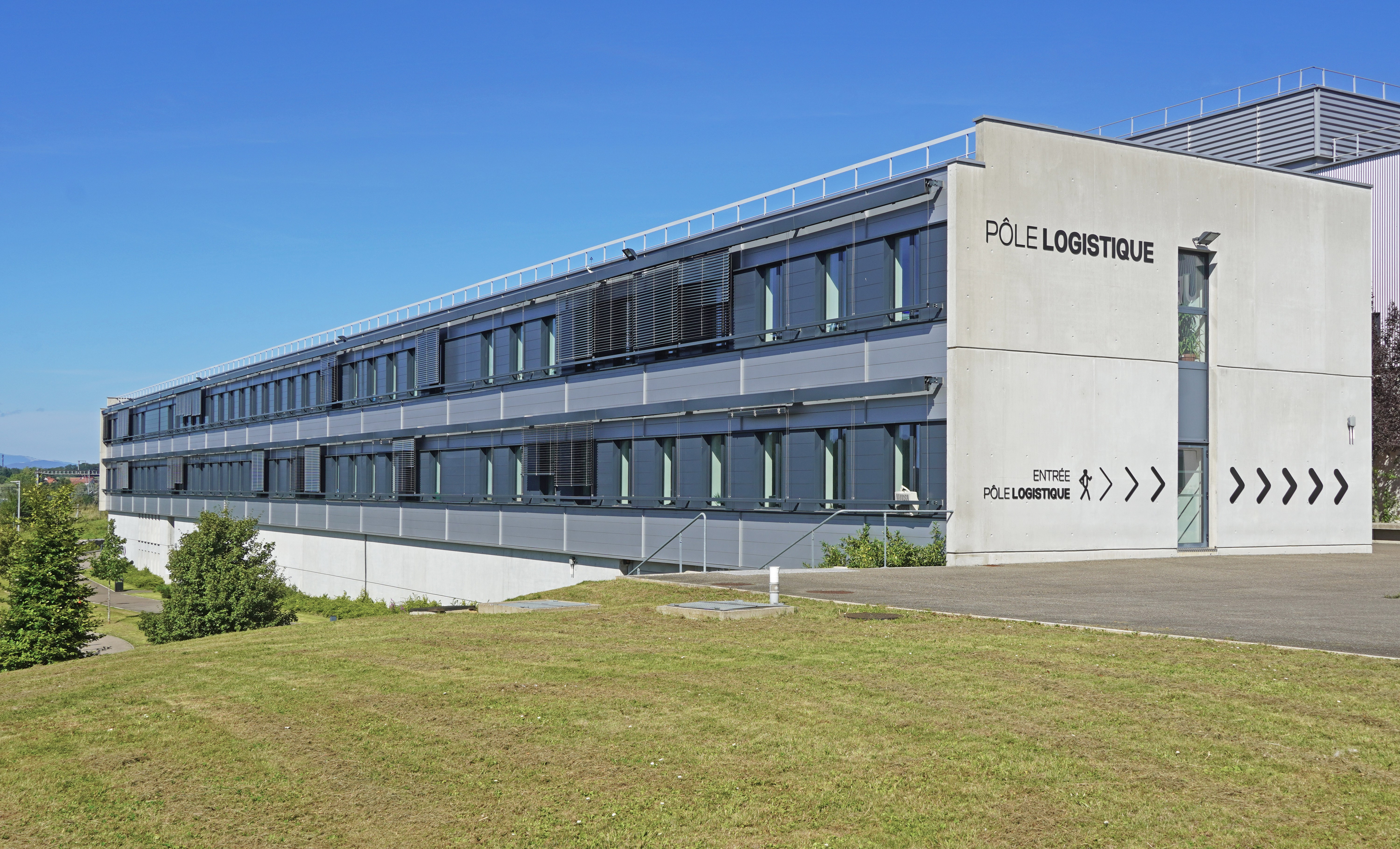
La partie bureau.
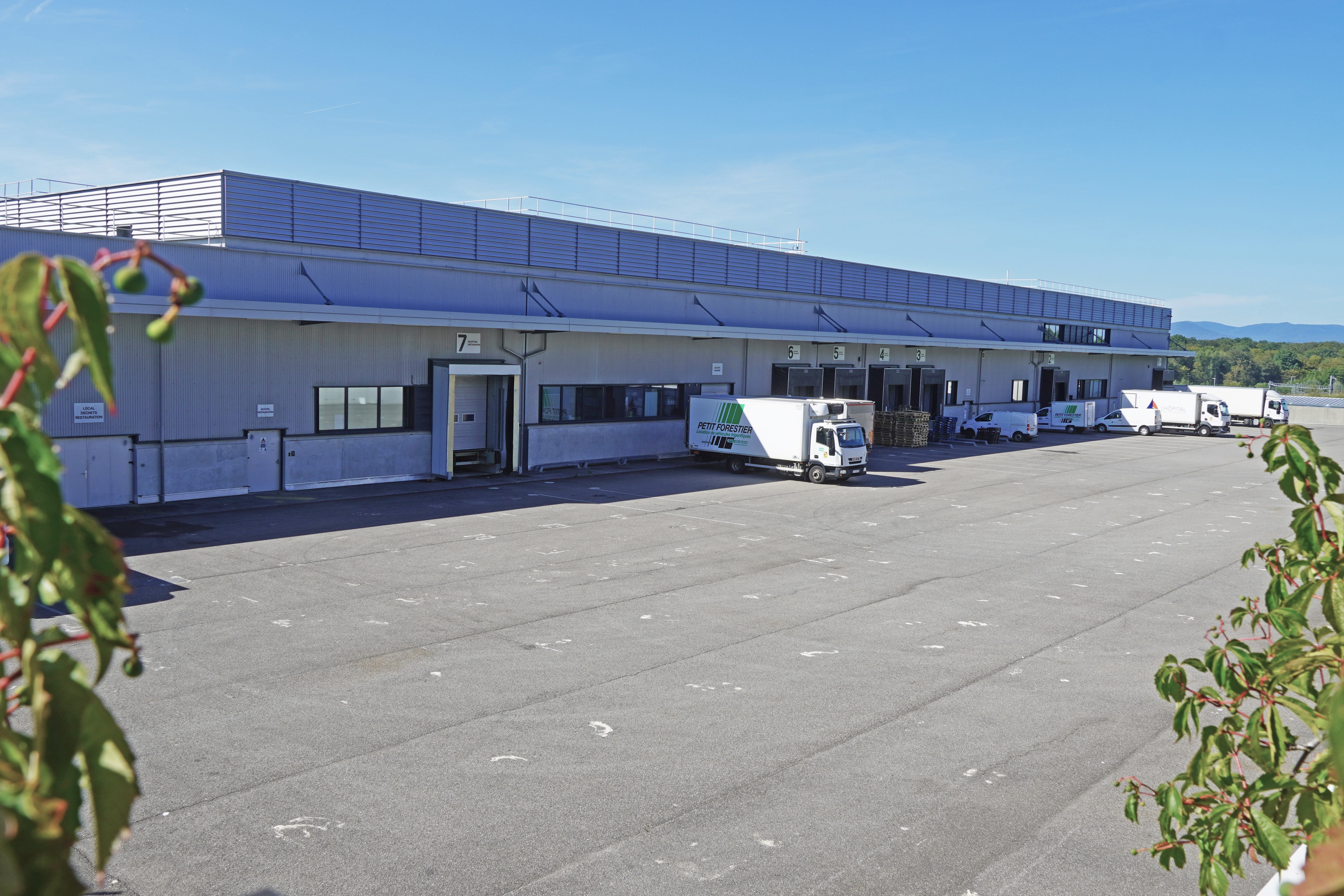
La partie quais-hangard.

Les cadres de santé et les chefs de services ont reçu les clés de leurs nouveaux locaux dans l'hôpital Nord Franche-Comté de Trévenans fin septembre 2016. Le déménagement complet de deux hôpitaux distant de 22 km au sein d'une entité unique est perçu comme un évènement « unique en son genre ». Entre le 12 et le 16 décembre 2016, les services administratifs et techniques sont les premiers à déménager,.
Le bâtiment hospitalier ouvre au public le 4 janvier 2017 avec l'accueil du premier patient en médecine nucléaire. L'ensemble de services des deux anciens hôpitaux déménagent les uns après les autres jusqu'au mois de mars suivant. Le laboratoire de biologie médicale est transféré avant le 10 janvier. Les consultations externes sont ouvertes le 18 janvier. Le transfert des patients hospitalisés démarre quant à lui le 30 janvier suivant (notamment du service de soins et réanimation) ; après le déménagement des blocs opératoires, de la stérilisation, des services d'imagerie, d'endoscopie et de l'unité de chirurgie ambulatoire entre le 25 et le 27 janvier. Le transfert des patients nécessite la mobilisation d'une flotte de véhicules de secours, de véhicules médicalisés et d'un minibus. Les directions fonctionnelles, la médecine préventive, les équipes opérationnelles d'hygiène, les psychologues, le service diététique et le service social sont mutées entre le 16 et le 24 janvier,,.
Les urgences sont activées le mercredi 1er février 2017. Les urgences du centre hospitalier de Belfort ferment à minuit et sont déménagées en une quatorzaine d'heures à Trévenans. Pendant ce lapse de temps, les urgences de tout le Territoire de Belfort sont brièvement assurées par le Centre hospitalier André-Boulloche de Montbéliard qui est renforcé pour l'occasion avant que celle-ci ferment à leur tour pour rejoindre le nouveau site le 27 février. Les deux maternités, les urgences gynécologiques et pédiatriques sont transférées par étapes entre le 19 et le 21 février sur le nouveau site de Trévenans. Les urgences gynécologiques et pédiatriques ferment d'abord à Montbéliard et c'est l'hôpital de Belfort qui assure temporairement le relais,. La gériatrie de Montbéliard, dernier service de l'hôpital André-Boulloche est transféré le 8 mars,, tous les services ont terminé leur transfert ce même mois. Les deux anciens sites de Belfort et Montbéliard sont alors désaffectés et le foncier est revendus pour accueillir d'autres activités.

Le monospace hospitalier.
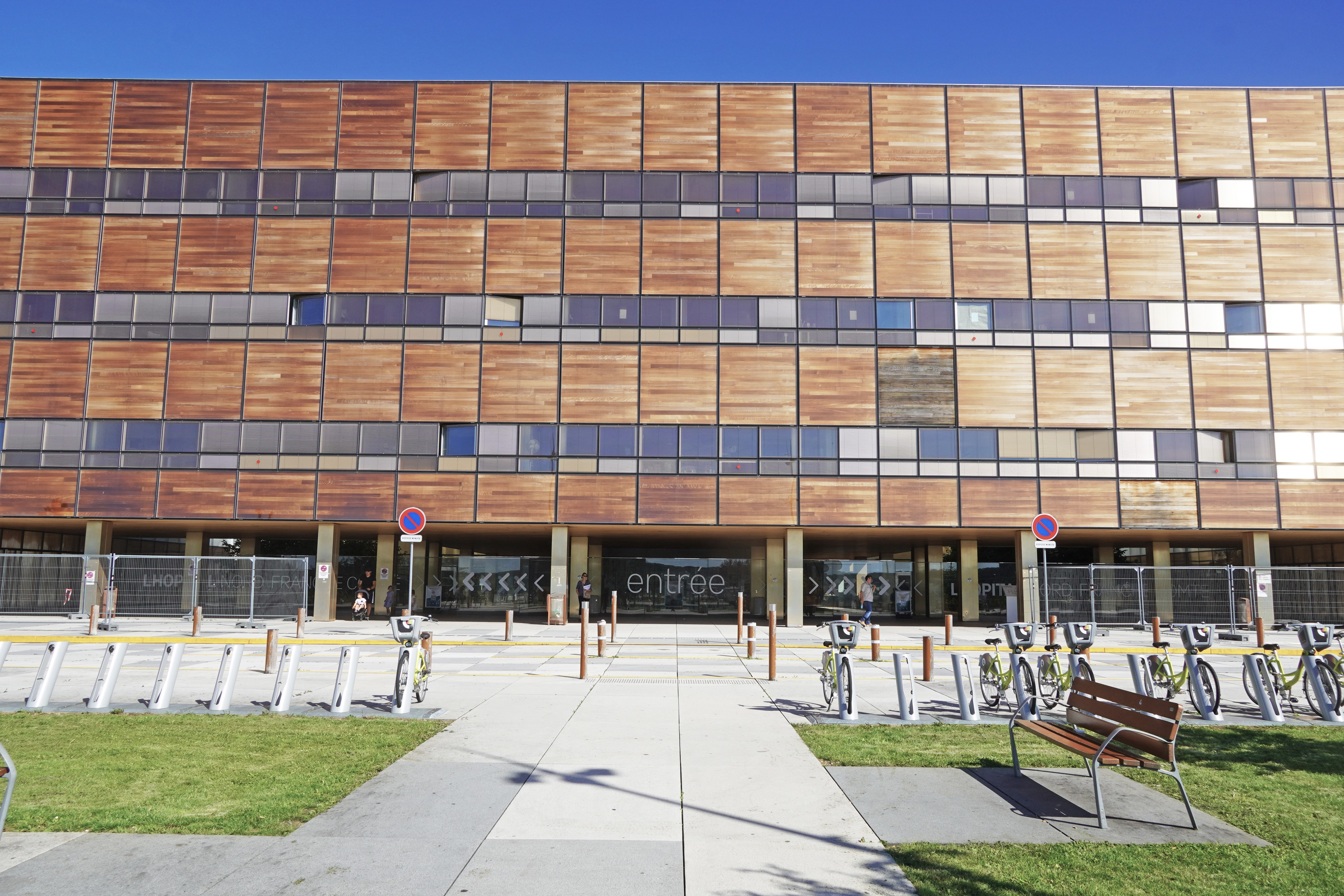
Entrée sur le parvis de l'Hôpital nord Franche-Comté.
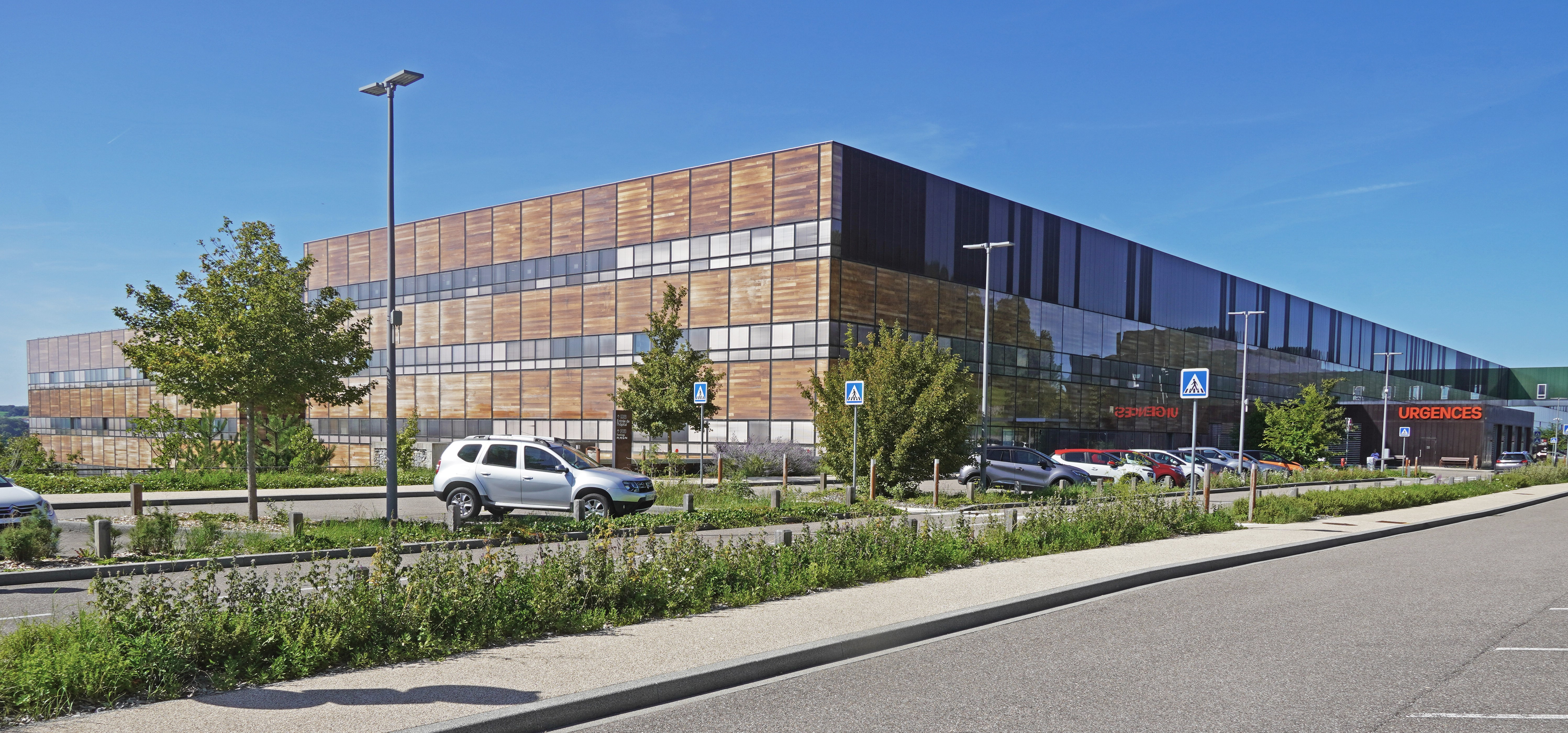
Vue du sud.
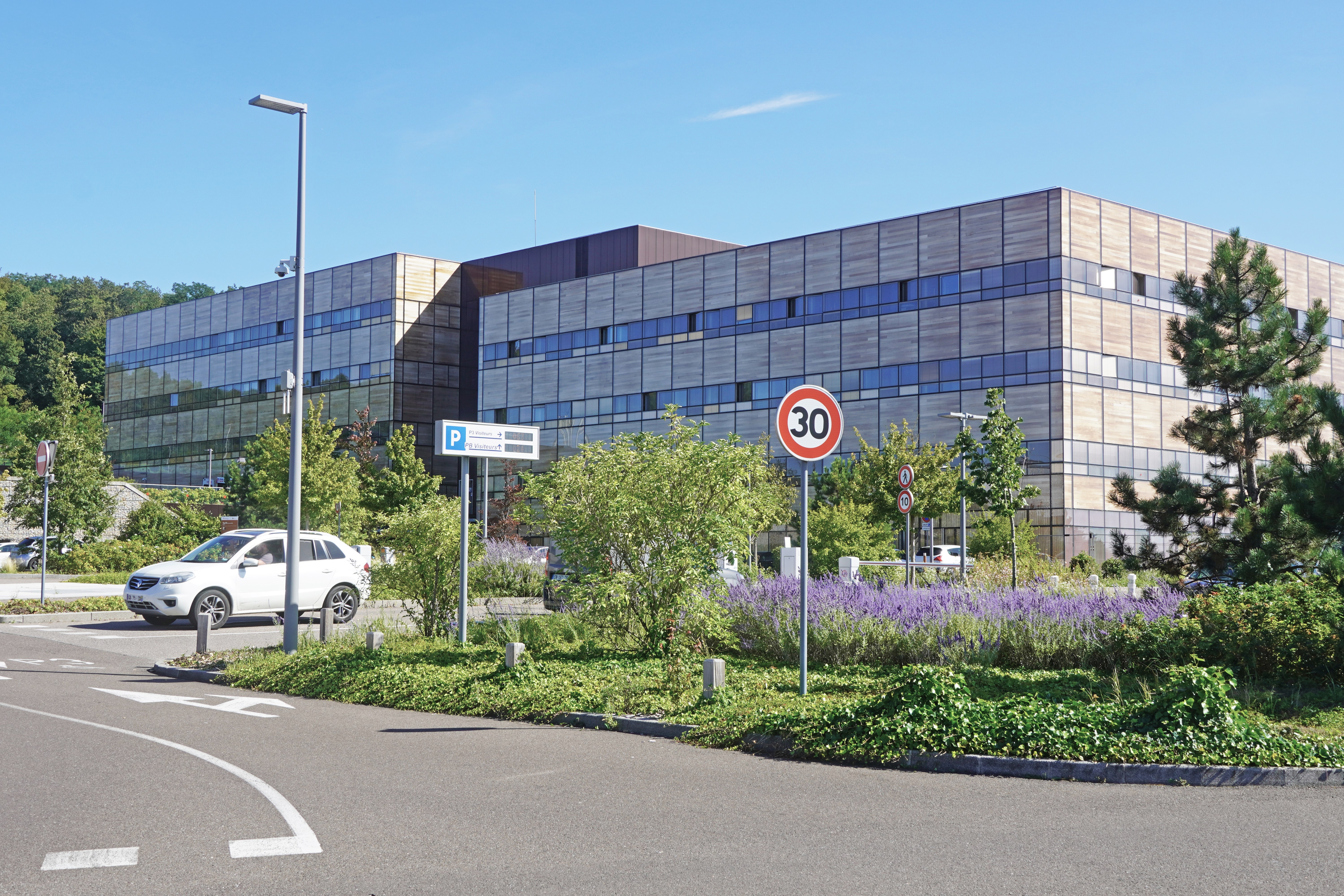
Vue du nord.
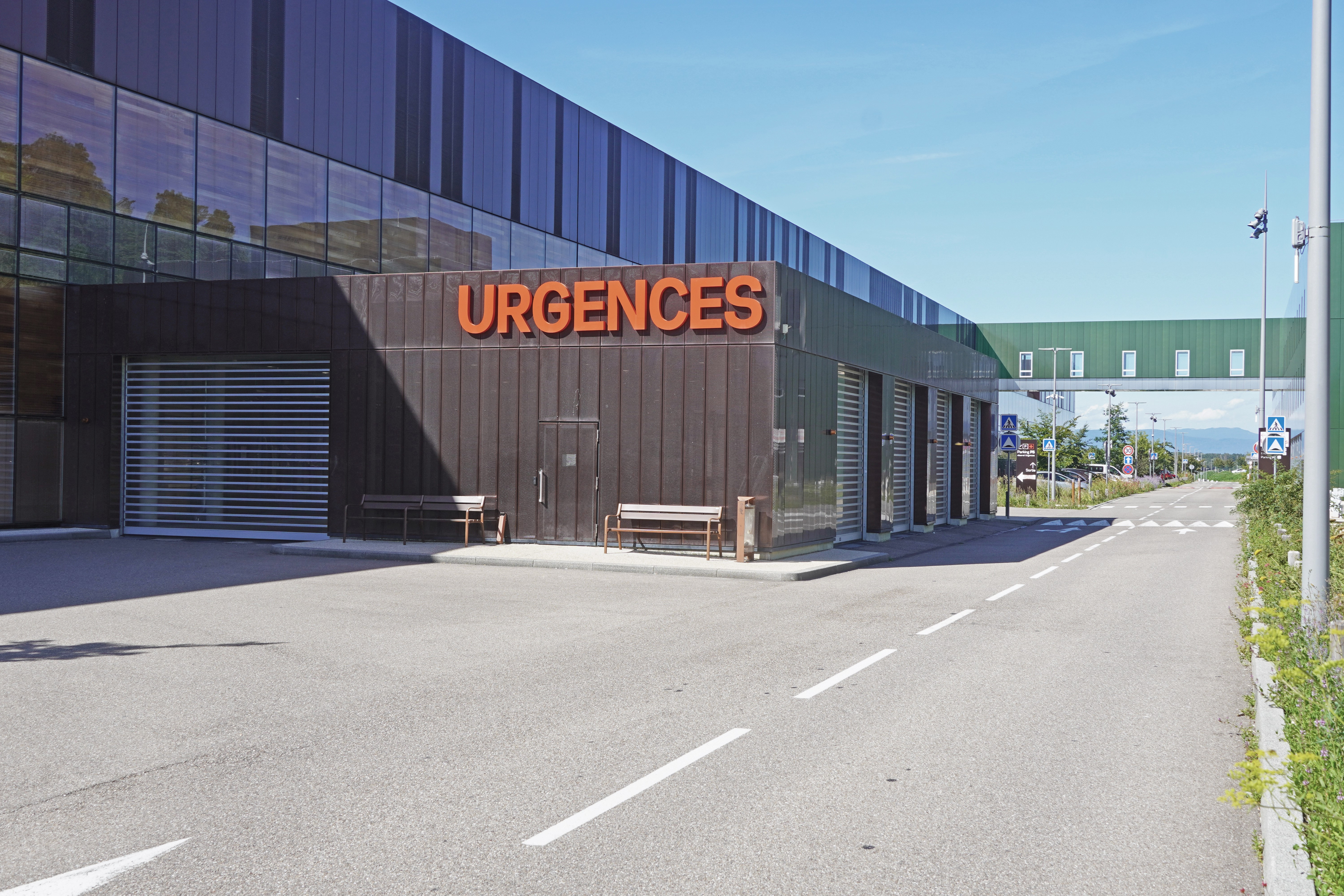
Sas ambulance des urgences.

Les crèches, le standard et le centre de réception des appels sont les derniers services transférés. Le calendrier du déménagement progressif a été respecté.
La crèche de 75 lits et 118 places ouvre fin mars 2017, elle est réservée aux enfants du personnel.
L'hôpital est inauguré le vendredi 9 octobre 2020 par Olivier Véran, ministre de la santé pendant la pandémie de Covid-19.

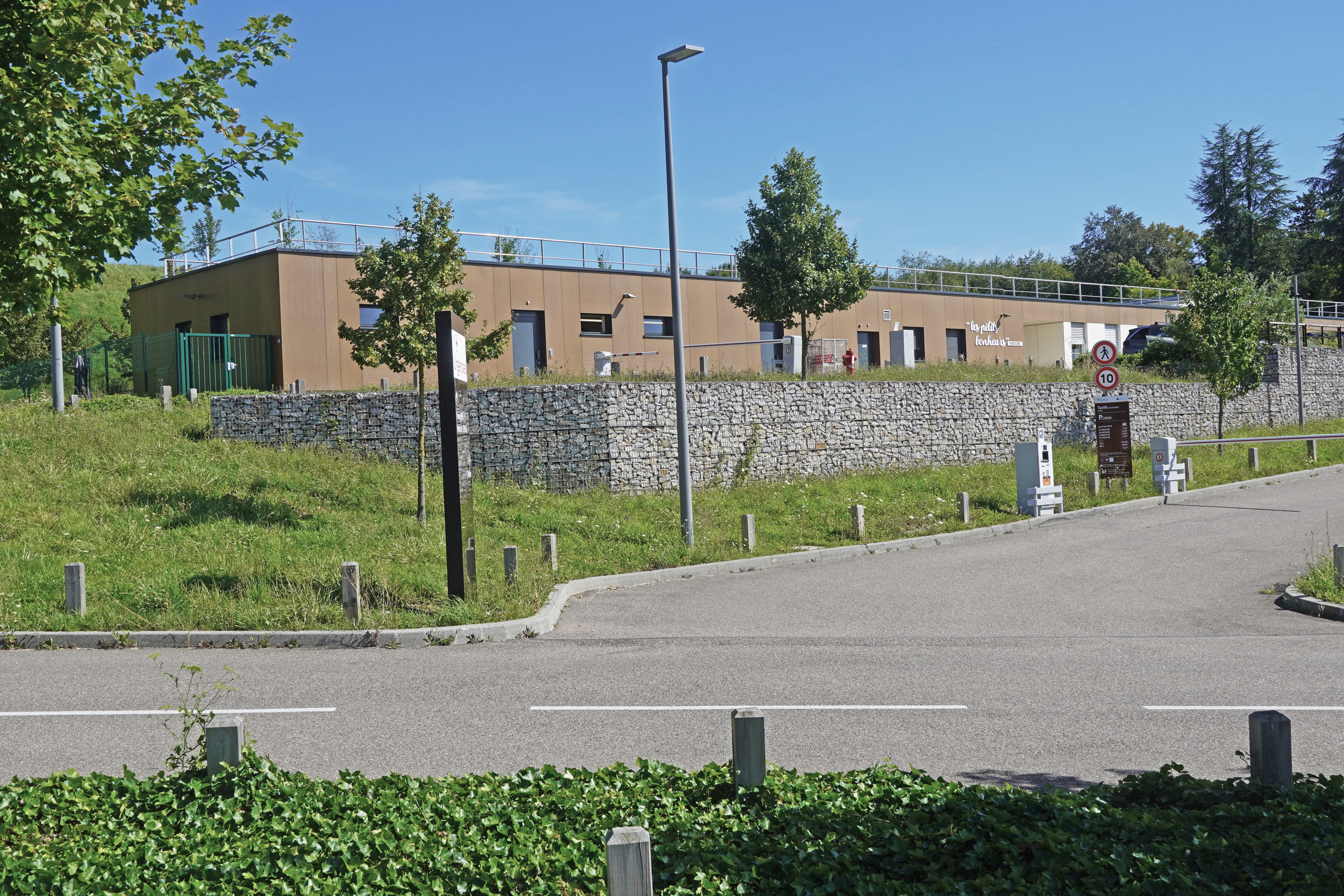
La crèche.
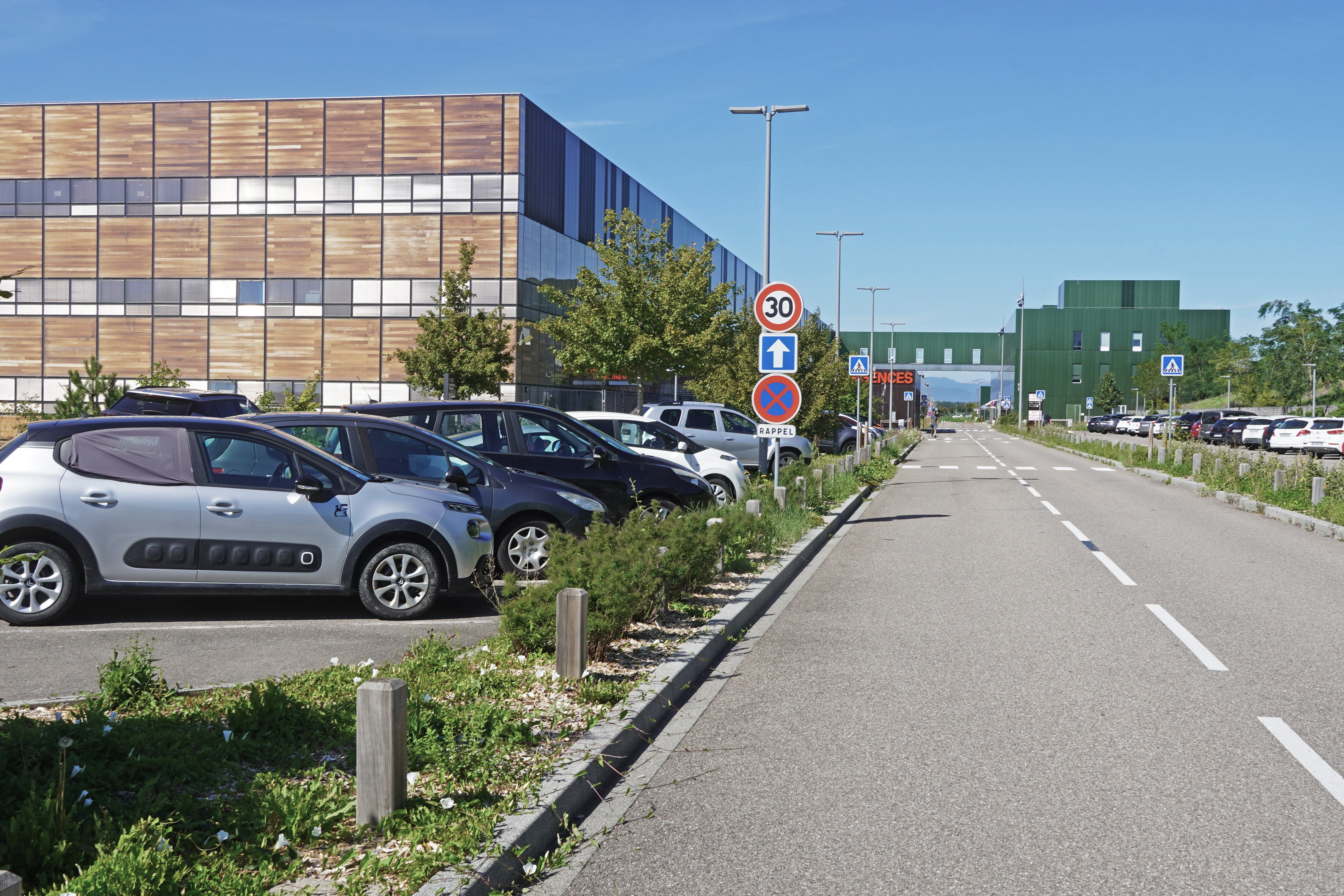
Route de service.
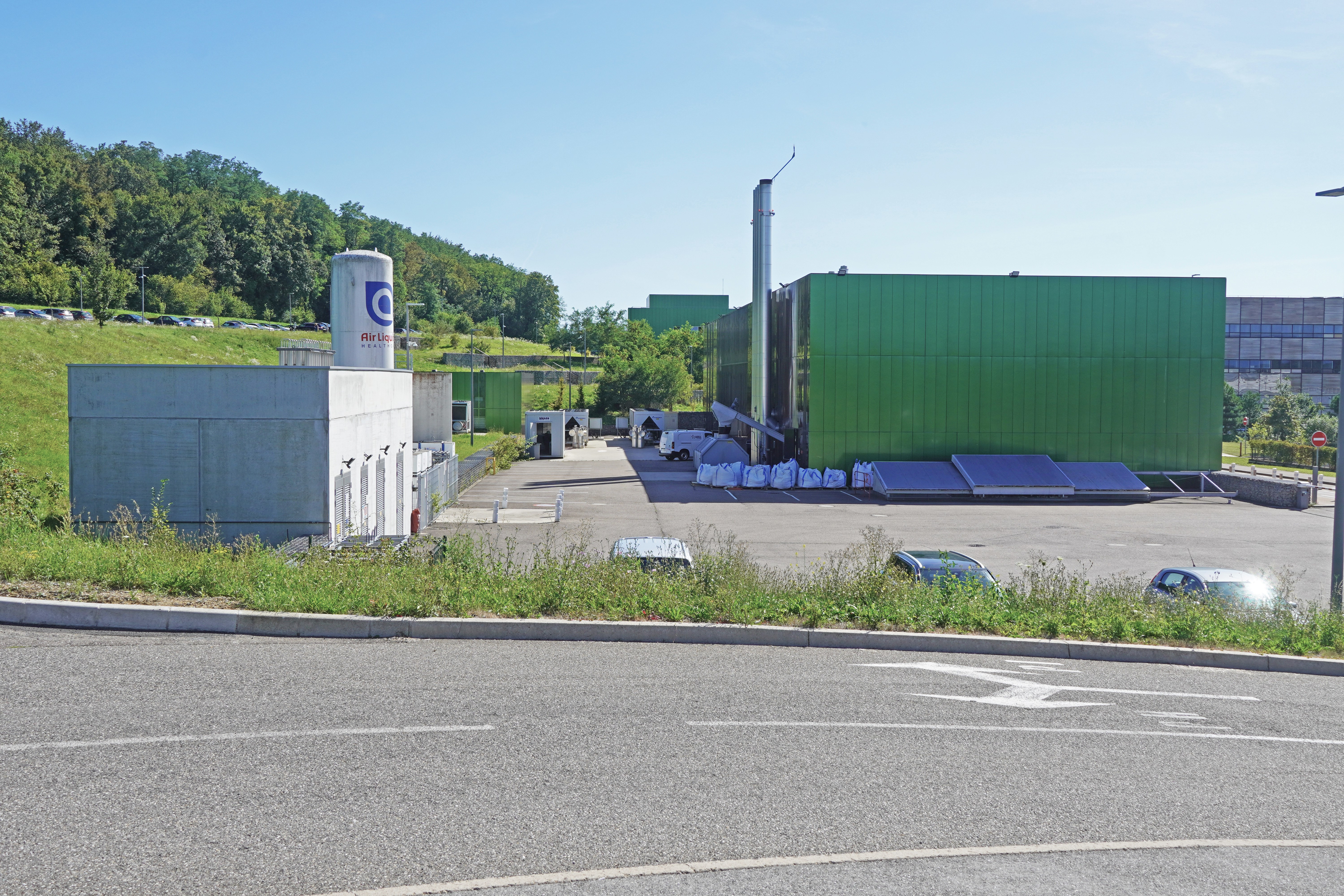
Chaufferie et réservoirs de fluides médicaux.
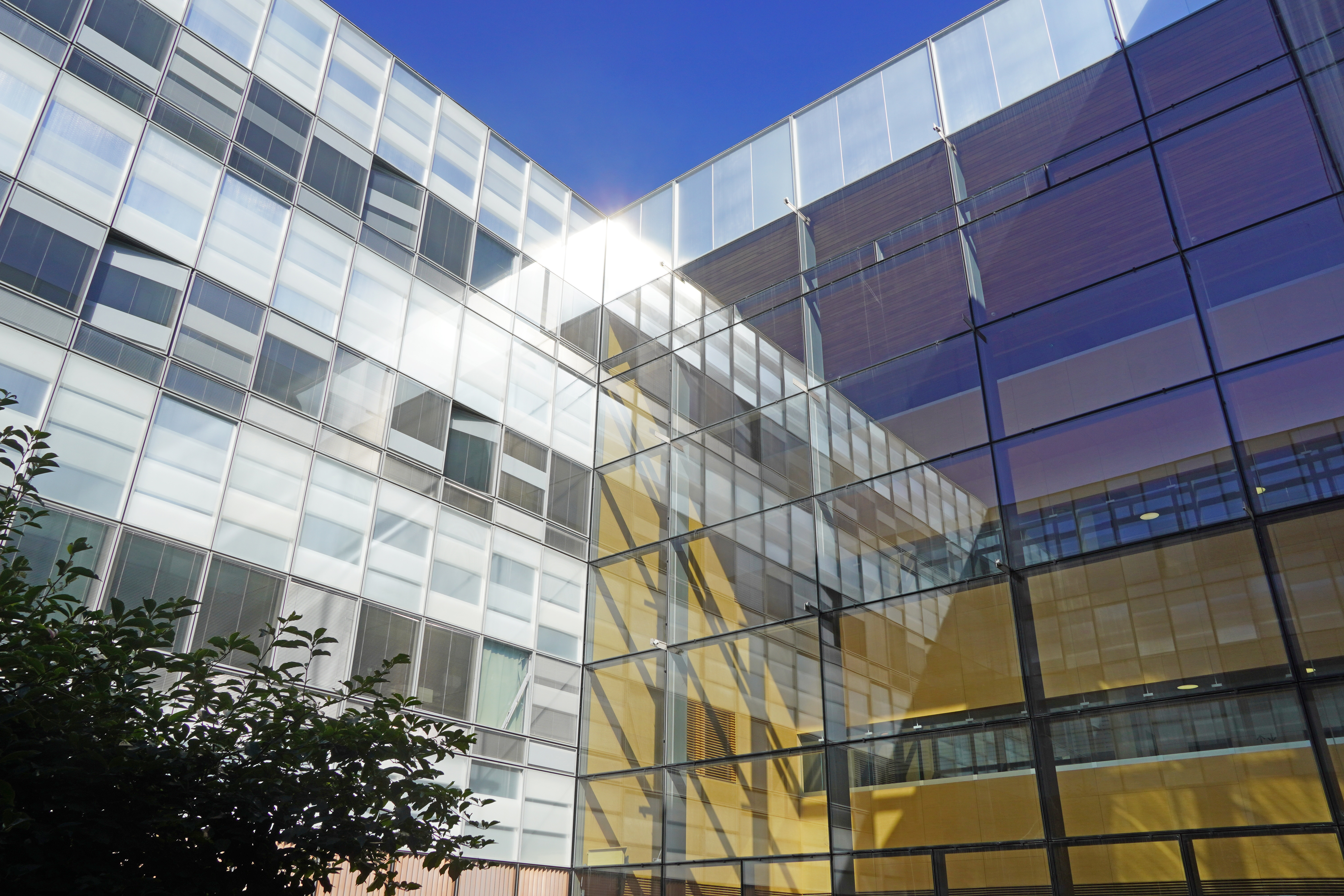
Patios.

### Critiques
Le nouvel hôpital a connu plusieurs critiques de la part des usagers lors de sa mise en service quant au manque de stationnement (notamment dû à un retard de chantier lié aux intempéries), de transport en communs ainsi qu'un manque d’écoute de la part du personnel qu'un syndicat justifie par un manque d'effectif,.
Le Docteur Christophe Prudhomme, syndicaliste membre de la direction de la CGT Santé et porte-parole de l'Association des médecins urgentistes de France, a critiqué les regroupements d'hôpitaux en sites médians et en particulier le projet de Trévenans en mai 2016 notamment en raison de problèmes de transports, il se positionne pour le maintien et la rénovation des hôpitaux en cœur de ville.
La CGT Santé dénonce également le financement public-privé du pôle logistique. Selon ce syndicat, le loyer que l'établissement hospitalier paye au groupe privé ayant construit et gérant le bâtiment est trop élevé est multiplierai par trois le coût de l'infrastructure (155 millions à payer sur 25 ans contre 44,2 millions pour le coût des travaux).

### Architecture et caractéristiques à l'ouverture
Le pôle logistique mesure 125 mètres de long. Le bâtiment principal est un monospace hospitalier de 250 mètres de long et 90 de large. Percé d'une dizaine de patios, il est construit sur 5 niveaux dans un vaste terrain de 40 ha avec des pentes marquées. Le bâtiment hospitalier propose 73 500 m2 de surface utile. La structure est de type « poteaux-dalles » sans murs porteurs pleins, ce qui permet à la fois d'obtenir de grandes surfaces vitrées au niveau des façades et d'avoir une grande flexibilité de transformation et réaménagements futures de locaux uniquement agencés en cloisons légères afin de s'adapter aux évolutions et aux besoins des services dans le temps,,,.
L'hôpital dispose de 817 lits dont 80 % de chambres individuelles. Le plateau technique comprend 14 salles de bloc opératoire, une salle pour les césariennes, quatre salles d'endoscopie, quatre salles de cardiologie, une salle hybride, une salle de coronarographie, une salle d'arithmologie et une salle de traitement des calculs par ondes de choc. La maternité possède huit salles de naissances. Les consultations dispose de 46 salles et l'exploration fonctionnelle de 25 salles. Enfin le bâtiment est surmonté d'une hélistation connecté aux urgences par un ascenseur direct,.

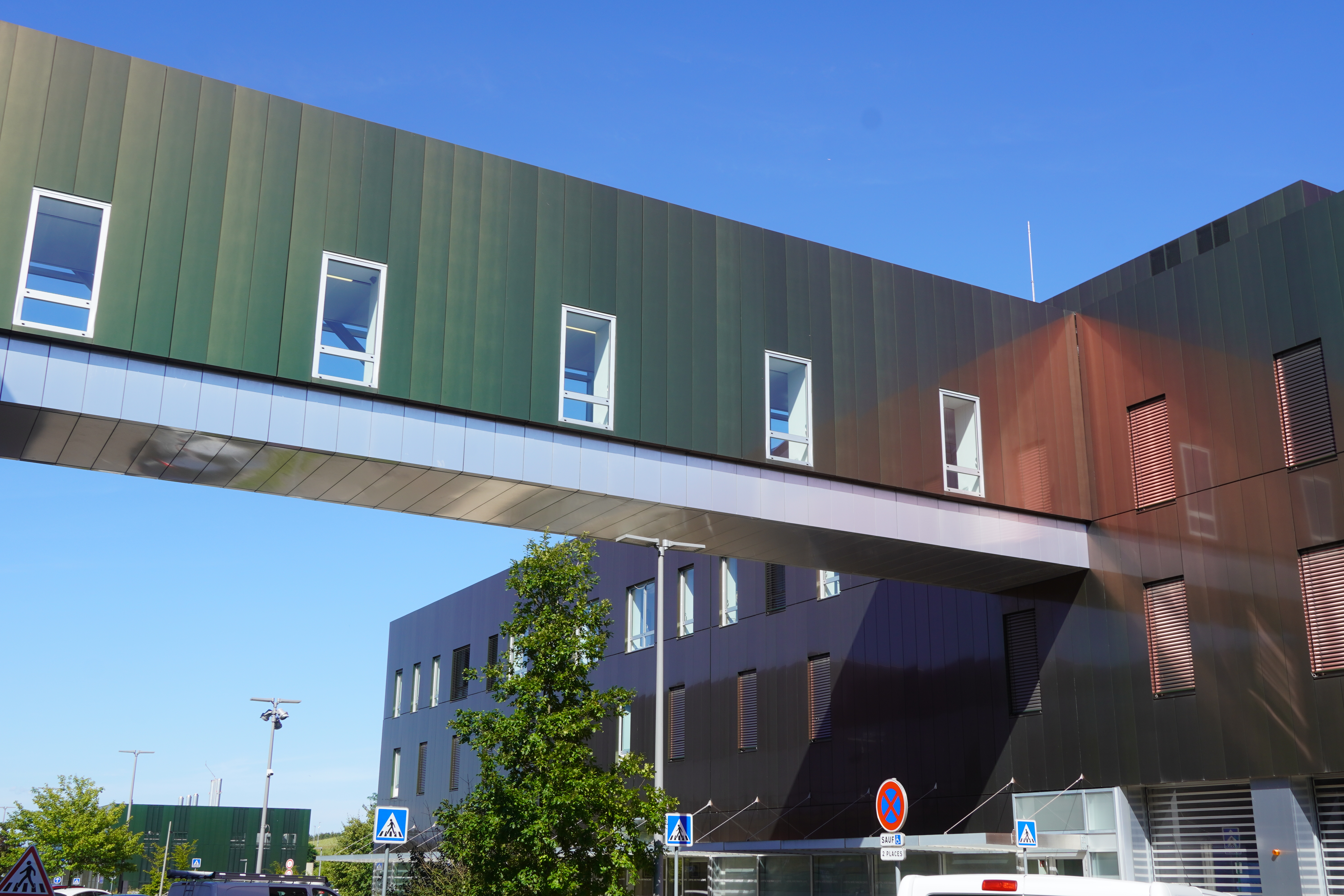
Passerelles entre bâtiments.
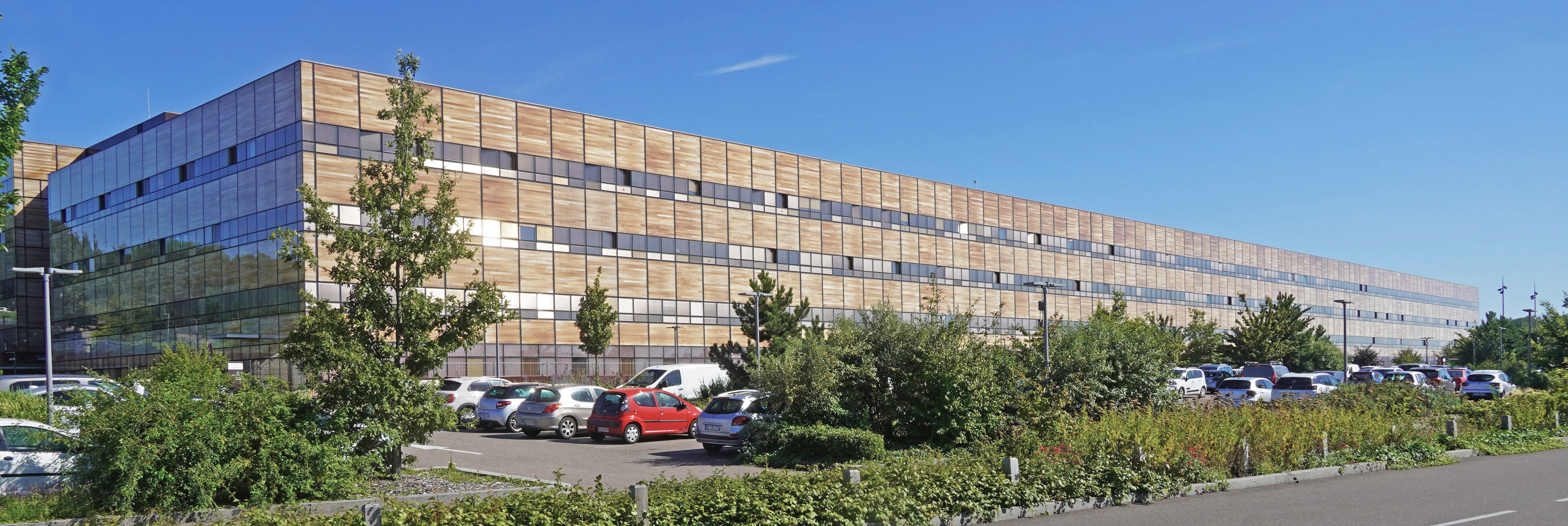
Vue sur la longueur.
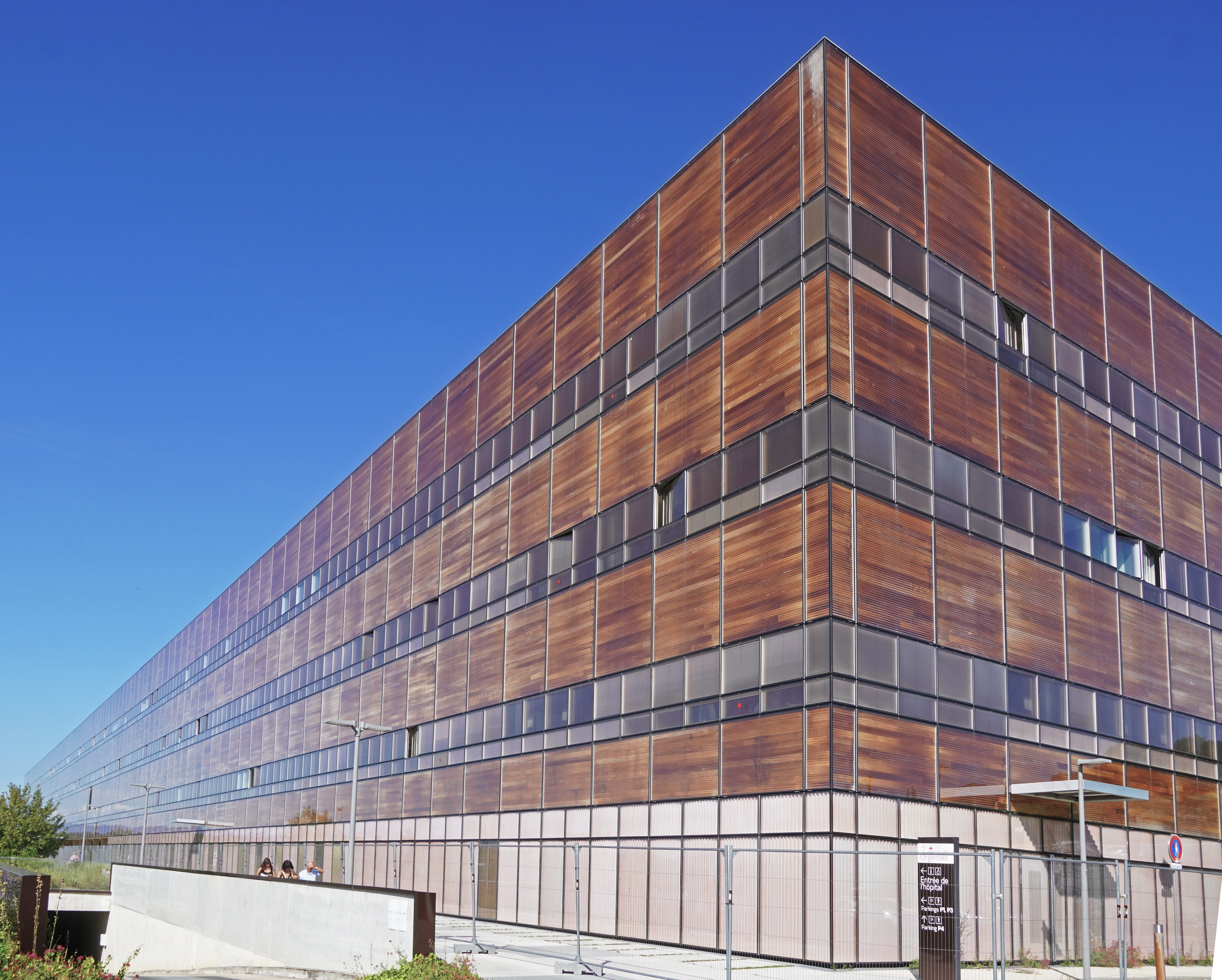
Aspect des façades.

Le matériel jugé trop obsolète n'est pas déplacé des deux anciens hôpitaux vers le nouvel édifice. La totalité du matériel du laboratoire de biologie médicale, d'imagerie médicale (notamment les trois appareils d'IRM et les trois scanners pour 8 millions d'euros), de stérilisation, d'éclairage de bloc opératoire, les respirateurs ainsi que les tables d'opération sont neufs. Le budget s'élève à 265 millions d'euros pour le bâtiment seul et 25 millions pour le matériel et les équipements.
Le laboratoire de biologie est équipé d'une chaîne analytique automatisée et connectée intégrant les automates de chimie, d'immunologie, d'hématologie et d'hémostase. Cette technologie permet de réduire les délais de traitement y compris pour le analyses non-urgentes, 90 % des résultats urgents sont rendus en moins d'une heure et 85 % des résultats non-urgents sont fournis en moins de deux heures. Le personnel a été formé à l'utilisation de ce matériel dé août 2016, plusieurs mois avant le déménagement. Ces effectifs ont également diminués entre 2015 et 2017, passant de 55 à 45 salariés. Le laboratoire est relié aux autres services par un réseau de tube pneumatique, notamment pour acheminé les prélèvements.
L'hôpital possède 16 robots de transport automatique lourd (TAL) capables de soulever de lourdes charges notamment pour acheminer le linge. Ils circules dans un tunnel souterrain de 88 mètres de long reliant le pôle logistique au bâtiment hospitalier. Chaque blouse est équipée d'une puce électronique pour son suivie dans la blanchisserie. Une base de données regroupe les dossiers médicaux, uniques par patients qui sont consultables par chaque service 24h/24,.
Le chauffage des locaux est assuré par une chaufferie bois avec secours gaz et fioul.

### Évolution

#### Années 2010
Au cours de l'année 2017, le service de médecine nucléaire se dote de nouveau matériel pour 3,5 millions d’euros afin de se mettre au niveau du CHU de Besançon. Un nouveau TEP scan plus efficace dans l'étude des cancers et des maladies inflammatoires et infectieuses est ainsi mise en place. Ce service s'équipe également de deux gamma caméras (en) couplées aux scanners et destinées à l'analyse approfondie de lésions osseuses, rénales, thyroïdiennes et cérébrales (maladie de Parkinson, maladie d'Alzheimer) mais aussi des ganglions du cancer du sein et d'examens cardiaques. Ces appareils permettent de réaliser 9 000 examens par an dont 70 % sont demandés par des médecins extérieurs à l'établissement puisque cet équipement est dimensionné pour un bassin de vie de 500 000 habitants.
Au printemps 2018, l'hôpital se dote d'un robot médical chirurgien Da Vinci X (commercialisé en 2017 par l’entreprise américaine Intuitive Surgical). Après plusieurs mois de formation du personnel, la première opération a lieu au début du mois d'octobre suivant. Il est utilisé par les chirurgiens en urologie, gastroentérologie et gynécologie. Le robot peut être contrôlé par deux consoles différentes (notamment pour la formation des internes). Le chirurgien n'intervient plus directement sur le patient, il observe ses manœuvres via un écran reportant l'image d'une caméra grossissante dix fois. Deux infirmières accompagnent le robot et sont davantage impliquées dans le processus opératoire qu'en chirurgie classique. Ce robot permet une plus grande précision pour le chirurgien et un rétablissement plus rapide pour le patient, avec des plaies fortement limitées, moins de risques de complications, moins de douleurs et un besoin de soins de suite très réduit,. L'absence d'un tel dispositif était reprochée par le Docteur Alain Monnier, président de la Ligue nationale contre le cancer dans le pays de Montbéliard en novembre 2015 alors que le CHU de Besançon possède deux appareils à ce moment-là.

#### Années 2020
En 2023, l'hôpital étudie la possibilité de construire une centrale photovoltaïque sur son terrain pour couvrir 12 % de ses besoins en électricité et réduire ses factures énergétiques. Le projet nécessiterait la coupe de 3 000 m2 de surface naturelle plus ou moins boisée.
Entre janvier et février 2024, l'un des deux scanners de l'hôpital (celui dédié aux urgences) est remplacé par une nouvelle machine adaptée aux personnes atteintes d'obésité (307 kg supportés et diamètre intérieur de 82 cm). De technologie plus récente, il permet d'obtenir une qualité d'image supérieure avec une moindre quantité de rayon X et d'optimiser la quantité de produit de contraste iodé. Cet appareil possède une caméra 3D qui permet un placement plus précis du patient en fonction de sa morphologie et des zones anatomiques ciblées. L'ancien scanner est revendu à un hôpital d'Amérique du Sud. Le second scanner est remplacé en avril de la même année. Il est équipé de matériel additionnel permettant d'examiner le cœur. Les deux appareils à IRM sont renouvelés la même année. Ces derniers, moins énergivores, supportent 250 kg et bénéficient d'un diamètre intérieur de 70 cm. La direction prévoit également le remplacement du scanner et de l'IRM du site du Mittan, à Montbéliard au premier semestre 2024. Au total, le renouvellement du parc d'imagerie avec les six machines sur les deux sites coûte 9,2 millions d'euros,.

## Services
Comme principal établissement de santé d'une aire urbaine qui concerne trois départements, l'hôpital de Trévenans possède de nombreuses spécialités, :
Pôle des admissions non programmées
- urgences-UHCD (unité d'hospitalisation de courte durée)
- unité médicale post-urgences
- Centre d'Enseignement des Soins d'Urgence (CESU)
- Unité Médico-Judiciaire (UMJ)
- SAMU-SMUR

Pôle du risque vasculaire et respiratoire
- cardiologie
- dermatologie-vénéréologie
- diabétologie-endocrinologie-nutrition
- hémodialyse
- néphrologie
- neurologie
- pneumologie
- soins intensifs cardiologie/neurologie

Pôle des spécialités médicales
- Gériatrie
- hepato-gastroentérologie
- infectiologie
- médecine générale-interne-polyvalente
- rhumatologie
- soins palliatifs

Pôle des activités physiques de rééducation et de réadaptation
- médecine physique et de réadaptation fonctionnelle
- Soins de suite et de réadaptation sur les sites du Mittan et de Bavilliers

Pôle de spécialités chirurgicales
- chirurgie digestive, viscérale et endocrinienne
- Chirurgie vasculaire
- ophtalmologie
- otorhinolaryngologie (ORL) et chirurgie cervico-faciale
- stomatologie
- traumatologie-orthopédie
- urologie

Pôle de la femme de la mère et de l'enfant
- gynécologie-obstétrique
- Institut du sein
- maternité
- néonatalogie
- pédiatrie
- salles de naissance

Pôle des activités médico-techniques
- imagerie médicale, radiologie, radiographie, IRM, scanner
- Médecine nucléaire

Pôle anesthésie, bloc opératoire, réanimation et douleur
- anesthésie
- chirurgie générale
- chirurgie ambulatoire
- chirurgie orthopédique et traumatique
- prise en charge de la douleur
- chirurgie pédiatrique

Pôle des activités de cancérologie
- cancérologie-oncologie
- réanimation et soins intensifs
- radiothérapie (site du Mittant)

Autres
- addictologie
- aide au sevrage tabagique
- allergologie
- Anatomie et cytologie pathologique
- Angiologie
- laboratoire de biologie médicale
- Chirurgie plastique, reconstructrice et esthétique
- hématologie et maladies du sang
- unité du sommeil et d'épileptologie

### Fréquentation et personnel

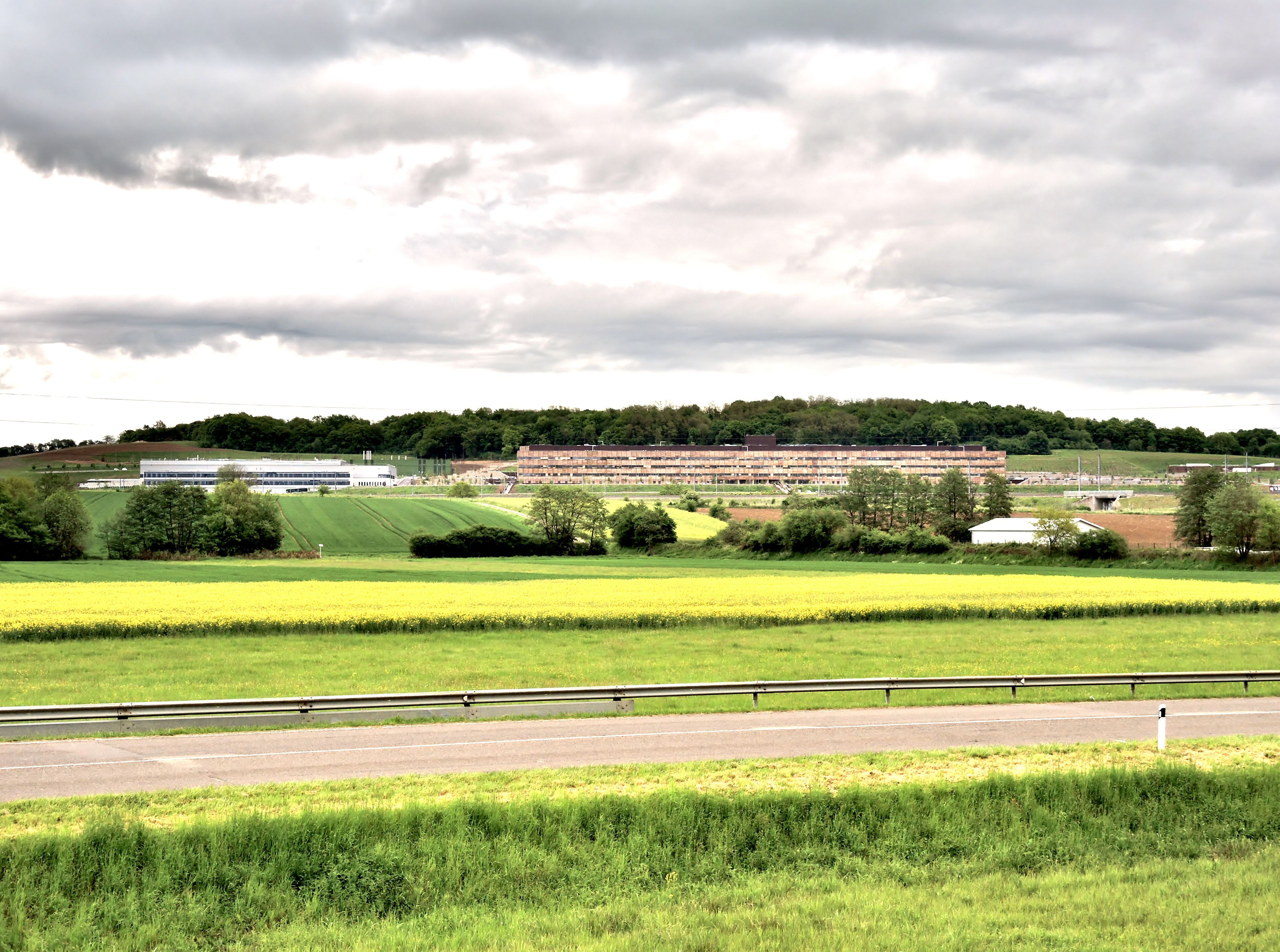
Vue éloignée du site.

L'hôpital a enregistré en 2022, 107 438 passages aux urgences dont :
- 78 194 adultes ;
- 15 560 pédiatriques ;
- 1 324 gynécologiques ;
- 437 ophtalmologiques.

La maternité de Trévenans a enregistré 2 875 naissances en 2022. La même année, l'HNFC a accueilli 230 949 consultations externes, réalisé 124 334 actes d'imagerie et enregistré 110 198 entrées en médecine-chirurgie-obstétrique.
En 2022, l'établissement compte 3 705 personnes dans ses effectifs. Il y a 455 personnels médicaux (médecins, internes et sages-femmes) et 3 250 personnels non-médicaux (infirmiers, aides-soignants, agent des services hospitaliers, personnels administratifs, personnels médico-techniques, logistiques et techniques).

### Capacité
L'Hôpital Nord Franche-Comté en 2019, dispose (en lit) de :
- Médecine : 605
- Chirurgie : 203
- Gynéco-obstétrique : 58
- Moyen séjour : 221
- Hébergement : 126
- Total : 1 213
- Total (2022) : 1 216[1].

Le pôle logistique du centre hospitalier fournit 6 700 repas par jour et traite quotidiennement 7 tonnes de linge en 2022.

### Autres sites
L’HNFC est constitué également de structures annexes dont des soins de suite et de réadaptation (SSR) et des établissements d'hébergement pour personnes âgées dépendantes (EHPAD) situées au MITTAN à Montbéliard et à Pont-de-Roide-Vermondans ainsi qu'à Bavilliers.
Le site Pierre-Engel, d'une capacité de 360 lits de psychiatrie, est créé à Bavilliers en 1969. Il est ensuite spécialisé en soins de suite et de réadaptation polyvalent (traumatologie et neurogériatrique) ainsi qu'un hôpital de jour de gérontologie, en liaison avec le Centre hospitalier de soins de longue durée (CHSLD) du Territoire de Belfort.
L'ancien IRM de l'hôpital de Belfort est transféré au centre d'imagerie médicale de Bavilliers.

## Distinctions et récompenses
En 2012, le Centre hospitalier de Belfort - Montbéliard est le premier centre hospitalier de France à obtenir la certification de niveau 6 délivrée par l'organisation sans but lucratif HIMSS Analytics Europe (en) qui récompense les centres ayant amélioré leurs offres de soins grâce aux technologies de l'information et aux systèmes de gestion.
En 2017, une fois la construction achevée, les cabinets d'architectes Brunet Saunier Architecture et Serge Gaussin & Associés ont été récompensés par le prix de l'Équerre d'argent décerné par Le Moniteur dans la catégorie « lieux d'activité » pour l'hôpital de Trévenans. Le jury a apprécié l'« humanisme » du projet architecturale, son évolutivité et son intégration dans le paysage. La remise du prix a eu lieu le 27 novembre 2017 à Paris,.